# Джинестра
Джинестра (італ. Ginestra) — муніципалітет в Італії, у регіоні Базиліката, провінція Потенца.
Джинестра розташована на відстані близько 300 км на схід від Рима, 34 км на північ від Потенци.
Населення — 738 осіб (2014).
Покровитель — Madonna di Costantinopoli.

## Демографія
Населення за роками:

Станом на 1 січня 2023 року в муніципалітеті офіційно проживало 28 іноземців з 8 країн, серед них 17 громадян країн Євросоюзу та 3 громадяни України.

## Сусідні муніципалітети
- Бариле
- Форенца
- Маскіто
- Рипакандіда
- Веноза